# エフ・エフ
株式会社エフ・エフは、主に情報番組、ドキュメンタリー番組を手がけるテレビ制作会社である。代表取締役は 東正紀。元タキオン出身で数々の受賞歴を持つ。
板前寿司ジャパンや信玄食品の代表である中村桂（山梨放送 coco-chi 2014年3月21日13号 参照）や、映画監督信友直子がかつて在籍していた。

## 主な番組

### 現在
レギュラー
- ヒューマン ドキュメンタリー ザ・39歳（BS TwellV）
- Mr.サンデー（フジテレビ・関西テレビ）
- 夢の扉 〜NEXT DOOR〜(TBS）

### 過去

#### フジテレビ系列
レギュラー
- スタ☆メン（関西テレビ共同制作）
- 新報道プレミアA（同上）
- サキヨミLIVE（同上）
- 情報エンタメLIVE ジャーナる!（同上）
- ザ・ノンフィクション
  - 『老人と放射能 〜FUKUSHIMA〜 第一章・第二章』US国際フィルム＆ビデオ祭2012 銀賞受賞
  - 『かけおちネットカフェ　～渋谷2人っきり～』
  - 『おっぱいと東京タワー』　ニューヨーク・フェスティバル2011銀賞受賞

特別番組
- ネオ日本人図鑑

#### TBS系列
レギュラー
- ワンステップ!

## 関連会社
- フォーティーズ